# گره شیطان (فیلم)
گره شیطان (انگلیسی: Devil's Knot) فیلمی در ژانر درام، جنایی و زندگینامه‌ای به کارگردانی آتوم اگویان است که در سال ۲۰۱۳ منتشر شد.

## بازیگران
- ریس ویترسپون در نقش پاملا هوبز، مادر استیو برنچ
- کوین دوراند در نقش جان مارک بایرز، پدرخوانده کریستوفر بایرز
- استیون مویر در نقش جان فوگلمن، معاون دادستان
- کالین فرث در نقش ران لاکس، بازرس خصوصی
- الیاس کوتیاس
- بروس گرینوود
- آلساندرو نیوولا
- ایمی رایان
- کولت وولف
- دین دی‌هان
- میری انوس